# Sturisoma złocista
Sturisoma złocista (Sturisomatichthys aureus) – gatunek słodkowodnej ryby sumokształtnej z rodziny zbrojnikowatych (Loricariidae). Rzadko hodowana w  akwariach.

## Występowanie
Ameryka Południowa – dorzecze rzek: Magdalena, San Jorge i Cesar w Kolumbii.

## Opis
Dorasta w akwariach do około 30 centymetrów długości. Wymaga dużych zbiorników od 100 do 200 litrów. Jest rybą spokojną, aktywną głównie w nocy, wrażliwą na zanieczyszczenia wody. Jest glonojadem. W wystroju akwarium zaleca się urządzenie wielu kryjówek. Trudne rozmnażanie w niewoli. Ikry i narybku pilnuje samiec.
Dymorfizm płciowy: dorosłe samce mają na pysku szczeciniaste narośla.
| Zalecane warunki w akwarium | Zalecane warunki w akwarium    |
| --------------------------- | ------------------------------ |
| Zbiornik                    | min. 120 cm, dobrze natleniony |
| Temperatura wody            | 22–28 °C                       |
| Twardość wody               | 5–15°n                         |
| Skala pH                    | 6,0–7,5                        |
| Pokarm                      | głównie roślinny               |